# كونستانس إيزابيل سميث
كونستانس إيزابيل سميث (بالإنجليزية: Constance Isabel Smith)‏ (1 يونيو 1894)؛ روائية بريطانية.